# Два роки над прірвою
«Два роки над прірвою» — радянський військовий художній фільм режисера Тимофія Левчука, знятий в 1966 році за однойменною повістю Віктора Дроздова і Олександра Євсєєва.

## Сюжет
При звільненні Києва серед документів, виявлених в гестапо, знайдений зошит з записками Івана Кудрі. Перед здачею міста він під прізвищем Кондратюк був залишений для виконання відповідальних завдань. Втративши рацію й інше шпигунське майно, яке зникло разом з підірваним будинком, був змушений шукати способів зв'язатися з Центром. А заодно шукав і знаходив однодумців; від колишнього петлюрівця, що розчарувався в «новому порядку» до ідейної комуністки, примадонни київської опери Раїси Окіпної. Після ряду успішних диверсій Кудря-Кондратюк вступає в поєдинок з керівником німецької розвідки полковником Міллером. Окіпній вдається вивідати інформацію про напрямок нового німецького наступу і про секретний об'єкт, що будується — ставку Гітлера під Вінницею. Ці важливі відомості передала в Москву зв'язкова Марійка Груздова. Однак, в результаті зради основна частина групи потрапляє в гестапо і гине. Фільм і повість засновані на реальних подіях.

## У ролях
- Анатолій Барчук —  Іван Данилович Кудря
- Ніна Веселовська —  Раїса Миколаївна Окіпна, прима Київського оперного театру
- Сільвія Сергейчикова —  Марія Іллівна Груздова
- Катерина Крупєннікова —  Євгенія Адольфівна Бремер, подруга Раїси Окіпної
- Юрій Сатаров —  Жорж Дудкін
- Микола Крюков —  Симонов / Соболєв
- Микола Бармін —  генерал Савченко
- Віктор Чекмарьов —  Тарас Семенович
- Микола Гриценко —  Міллер
- Людмила Хитяєва —  Анна Піман
- Ірина Буніна —  Нанетта (Наталія Грюнвальд), особливо секретний агент СД
- Михайло Сидоркин —  Лантух
- Гурген Тонунц —  угорський полковник
- Харій Лієпіньш —  начальник гестапо
- Володимир Рудін —  Срамотко
- Світлана Кондратова —  Валя
- Людмила Сосюра —  Серафима Блащук
- Юрій Прокопович — епізод
- Вітольд Янпавліс — епізод
- Валентин Гафт — епізод
- Степан Бірілло — епізод
- Микола Бубнов — епізод
- Валентин Грудінін — епізод
- Дмитро Франько — епізод
- А. Якушко — епізод
- В. Коваль — епізод
- А. Лісна — епізод
- Леонід Данчишин — епізод
- Микола Задніпровський — епізод
- Євген Бочаров — епізод
- В'ячеслав Воронін — епізод
- В. Єфімов — епізод
- Валентин Кобас — епізод
- Алім Федоринський — епізод
- Ю. Попелов — епізод
- Ніна Антонова — епізод
- Павло Киянський — епізод
- Альфред Шестопалов — епізод
- Зоя Недбай — епізод

## Знімальна група
- Автори сценарію:  Віктор Дроздов, Олександр Євсєєв,  Леонід Трауберг
- Режисер-постановник:  Тимофій Левчук
- Оператор-постановник:  Володимир Войтенко
- Художники-постановник::  Вульф Агранов
- Композитор:  Герман Жуковський
- Звукооператор: Андрій Грузов
- Режисер: Ігор Вєтров
- Декорації:  Петро Максименко
- Художник по костюмах:  Катерина Гаккебуш
- Комбіновані зйомки: оператор — Тетяна Чернишова, художник — Володимир Дубровський
- Грим: Н. Блажевич
- Монтаж: К. Шаповалова
- Редактори: Григорій Зельдович, Валентина Ридванова
- Головний консультант: генерал-майор В. Шевченко
- Диригент:  Степан Турчак
- Директор: Леонід Корецький